# Corbula dietziana
Corbula dietziana är en musselart som beskrevs av C. B. Adams 1852. Corbula dietziana ingår i släktet Corbula och familjen korgmusslor. Inga underarter finns listade i Catalogue of Life.